# Taylorcraft B

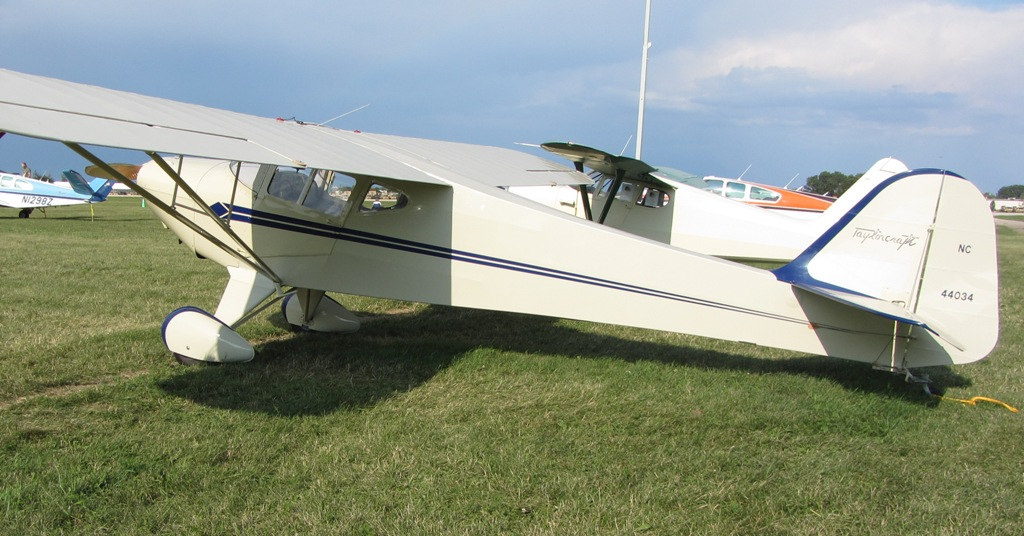
Taylorcraft BC-12D.

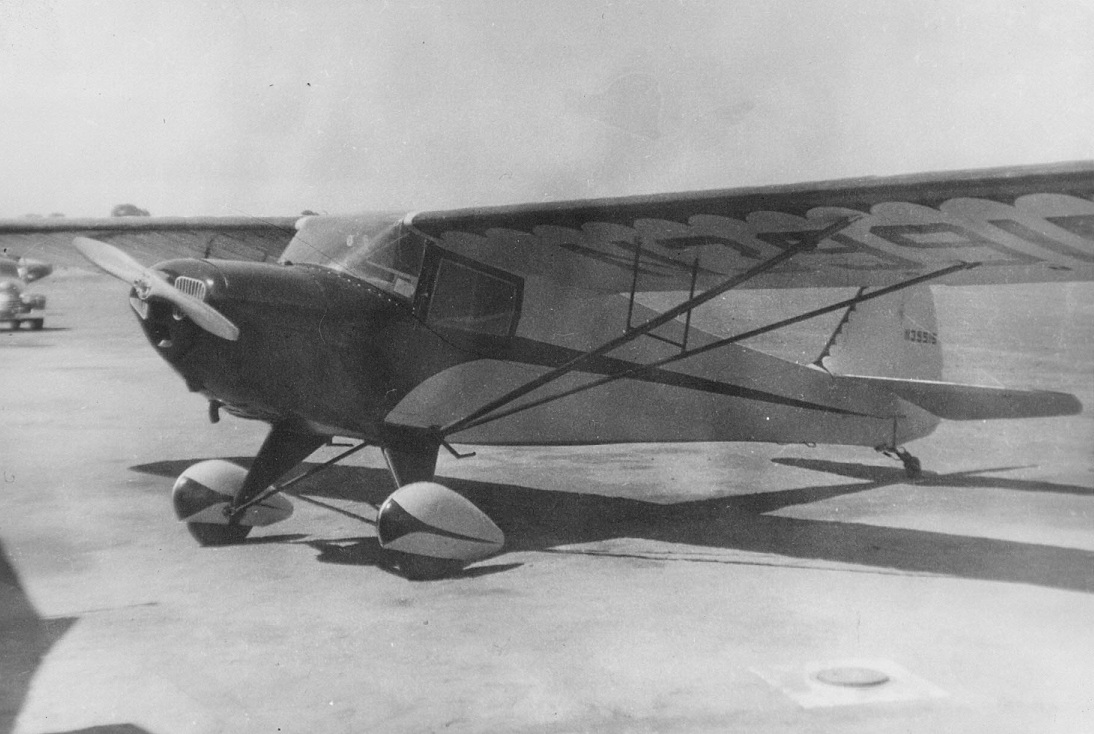
Taylorcraft BC-12-D de 1946, recouvert de tissu avec peinture personnalisée.

Le Taylorcraft B, ou Model B, était un monoplan léger monomoteur d'aviation générale américain, conçu et construit à la fin des années 1930 par la Taylorcraft Aviation Corporation (en) à Butler, en Pennsylvanie,.

## Production
Dérivé du Model A, le Model B fut produit en grandes quantités pendant la fin des années 1930 et le début des années 1940, et était disponible à la sortie de l'usine en configurations « terrestre » ou à flotteurs. Comme pour beaucoup d'avions de son époque, le fuselage était constitué de tubes d'acier soudés recouverts de tissu ayant subi un traitement chimique spécial. Les ailes étaient renforcées par des entretoises en tubes d'acier.

## Histoire opérationnelle
Le Model B fut principalement acheté et utilisé par des propriétaires et pilotes privés. De grandes quantités volèrent aux États-Unis, et de nombreux exemplaires furent vendus à des pilotes canadiens et d'autres pays aux quatre coins du monde, dont de nombreux pilotes en Europe.
De très nombreux exemplaires sont encore actifs de nos jours. En mars 2018, selon les registres de l'administration fédérale américaine, il reste encore 1 920 exemplaires de l'avion en service aux États-Unis toutes versions confondues.

## Versions

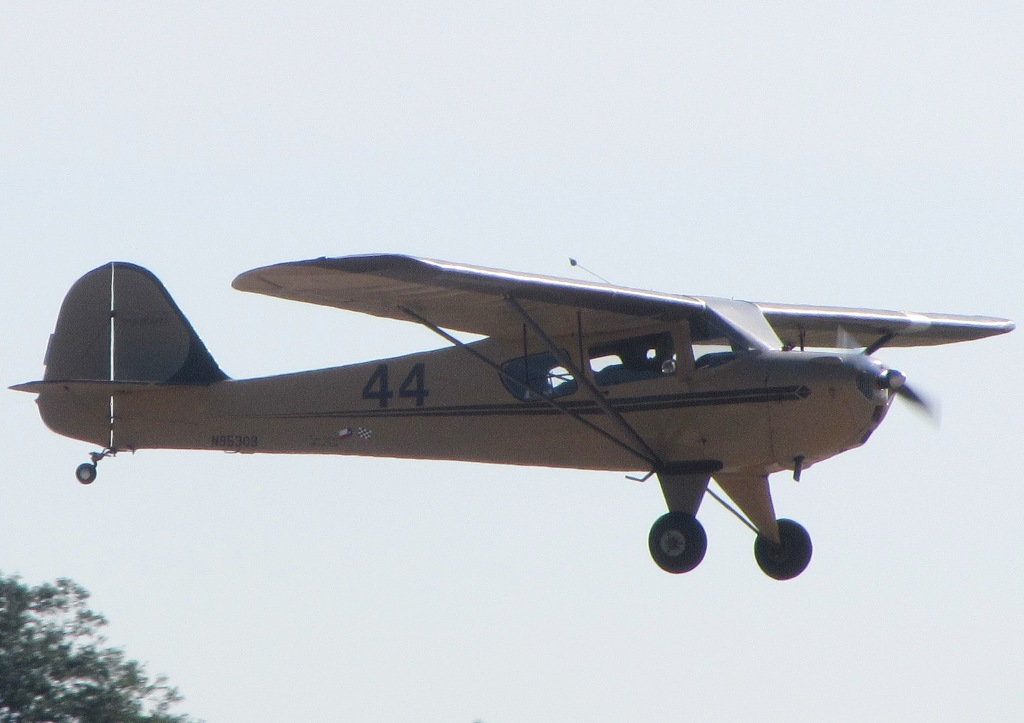
Taylorcraft BC-12-85 de 1946.

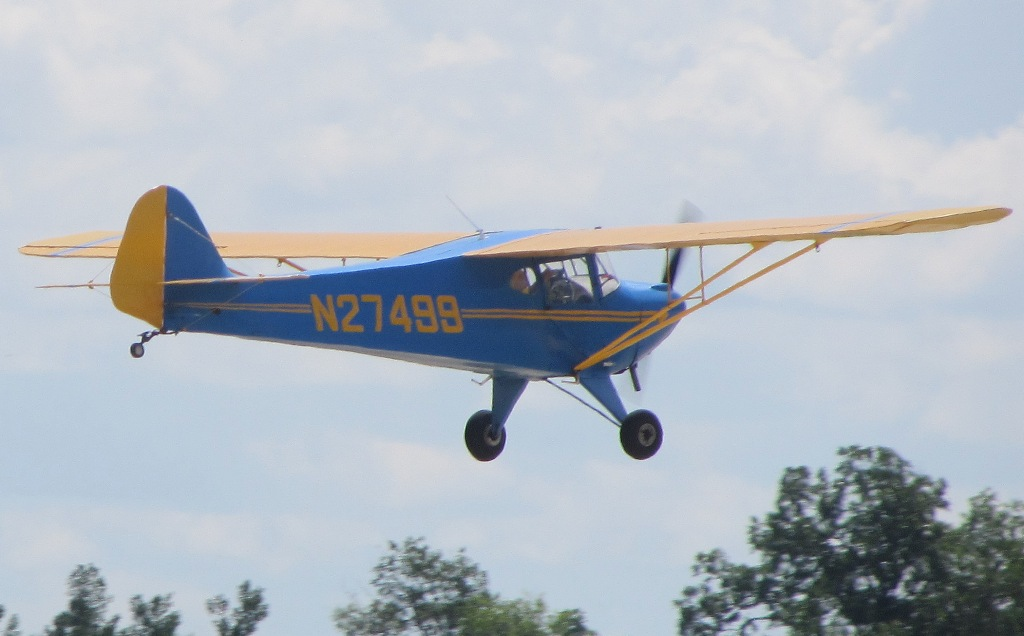
BL-65.

- BC : Version de 1938 dérivée du Model A, équipée d'un moteur Continental A-50-1 (en) de 50 ch (36,8 kW). Aussi connue sous la désignation BC-50 ;
- BC : Version hydravion du BC, conçue en 1939 ;
- BC-65 : Version BC dotée d'un Continental A-65-1 (en) de 65 ch (47,8 kW), conçue en 1939 ;
- BCS-65 : Version hydravion du BC-65, conçue en 1939 ;
- BC-12-65 (L-2H) : Version similaire à la version BC-65, mais disposant de modifications structurelles mineures, d'un compensateur de profondeur supplémentaire, et d'un moteur Continental A-65-7 ;
- BCS-12-65 : Version hydravion du BC-12-65, conçue en 1941 ;
- BC-12D Twosome : Version de production après-guerre du BC-12-65, conçue en 1945. Elle était dotée d'un moteur Continental A-65-8 avec des gouvernes et un pare-brise en une seule pièce différents, ainsi que d'autres changements mineurs ;
- BCS-12D : Version hydravion du BC-12D, conçue en 1946 ;
- BC-12D1 : Version similaire à la version BC-12D, mais avec la portière gauche, le frein de parc et le réservoir d'aile droite retirés. Elle fut conçue en 1946 ;
- BCS-12D1 : Version hydravion du BC-12D1, conçue en 1946 ;
- BC-12D-85 Sportsman : Version BC-12D équipée d'un moteur Continental C85-8F (en) de 85 ch (62,5 kW) et ayant une masse plus importante. Elle fut conçue en 1948 ;
- BCS-12D-85 : Version hydravion du BC-12D-85, conçue en 1948 ;
- BC-12D-4-85 : Version BC-12D-85 dotée d'une fenêtre arrière supplémentaire et d'un moteur Continental C85-12F, conçue en 1949 ;
- BCS-12D-4-85 : Version hydravion du BC-12D-4-85, conçue en 1949 ;
- BF (L-2G) : Version de 1938, dotée d'un moteur Franklin 4AC-150 (en) de 40 ch (30 kW) ;
- BFS : Version hydravion du BF, conçue en 1939 ;
- BF-60 : Version identique à la version BF, mais équipée d'un Franklin 4AC-171 (en) de 60 ch (45 kW). Elle fut conçue en 1939 ;
- BFS-60 : Version hydravion du BF-60, conçue en 1939 ;
- BF-65 : Version identique à la version BF, mais équipée d'un Franklin 4AC-176-B2 (en) de 65 ch (47,8 kW). Aussi connue sous la désignation BF-12-65 (L-2K), elle fut conçue en 1941 ;
- BFS-65 : Version hydravion du BF-65, conçue en 1941 ;
- BL : Version de 1938 dotée d'un moteur Lycoming O-145-A1 (en) de 50 ch, aussi connue sous la désignation BL-50 ;
- BLS : Version hydravion du BL, conçue en 1939 ;
- BL-65 (L-2F) : Version BL dotée d'un moteur Lycoming O-145-B1 de 65 ch, conçue en 1939 ;
- BLS-65 : Version hydravion du BLS-65, conçue en 1939 ;
- BL-12-65 (L-2J) : Version BL-65 dotée d'un Lycoming O-145-B1, d'un compensateur de profondeur supplémentaire et d'autres changements mineurs. Elle fut conçue en 1941 ;
- BLS-12-65 : Version hydravion du BL-12-65, conçue en 1941 ;

## Caractéristiques (Taylorcraft 19)
Données de Plane and Pilot.
Caractéristiques générales
- Équipage : 1 pilote
- Capacité : 1 passager
- Masse à vide : 390 kg
- Masse typique : 680 kg
- Moteur : 1   Moteur à pistons 4 cylindres à plat refroidis par air Continental C-85 (en) de 85 ch (63 kW)
- Carburant : 68 litres

 Performances 
- Vitesse maximale : 193 km/h
- Vitesse de croisière : 177 km/h
- Vitesse de décrochage : 61 km/h
- Distance franchissable : 483 km
- Plafond : 5 200 m
- Vitesse ascensionnelle : 216 m/min
- Rapport poids-puissance : 4,59 kg/ch